# Renate Siebach
Renate Siebach z domu Marder (ur. 13 stycznia 1952) – niemiecka lekkoatletka, sprinterka. W czasie swojej kariery reprezentowała Niemiecką Republikę Demokratyczną.
Specjalizowała się w biegu na 400 metrów. Zwyciężyła w sztafecie 4 × 400 metrów na mistrzostwach Europy juniorów w 1970 w Paryżu (sztafeta NRD biegła w składzie: Brigitte Rohde, Marder, Brigitte Ullmann i Monika Zehrt).
Zdobyła brązowy medal w biegu na 400 metrów na halowych mistrzostwach Europy w 1973 w Rotterdamie, za Veroną Bernard z Wielkiej Brytanii i swoją koleżanką z reprezentacji NRD Waltraud Dietsch.
Siebach była wicemistrzynią NRD w biegu na 800 metrów w 1976, a także wicemistrzynią w sztafecie 4 × 400 metrów w 1969 oraz brązową medalistką w 1975 i 1976. W hali była mistrzynią NRD w biegu na 400 metrów w 1973 oraz wicemistrzynią w 1975.
Była rekordzistką NRD w sztafecie 4 × 400 metrów z czasem 3:32,0 osiągniętym 2 sierpnia 1970 w Berlinie. Jej rekord życiowy w biegu na 400 metrów wynosił 51,8 s; został uzyskany 1 września 1973 w Poczdamie. 
Startowała w klubie SC Empor Rostock.